# Hymenoglossum cruentum
Hymenoglossum cruentum là một loài thực vật có mạch trong họ Hymenophyllaceae. Loài này được (Cav.) C. Presl miêu tả khoa học đầu tiên năm 1843.